# Bagneux (Allier)
 Bagneux  es una población y comuna francesa, situada en la región de Auvernia, departamento de Allier, en el distrito de Moulins y cantón de Moulins-Ouest.

## Demografía
| 328 | 293 | 240 | 234 | 276 | 280 |
| Para los censos de 1962 a 1999 la población legal corresponde a la población sin duplicidades (Fuente: INSEE [Consultar]) |     |     |     |     |     |